# Willy Blomert
Willemke (Willy) Blomert (Amsterdam, 21 mei 1921 – aldaar, 11 september 1994) was een Nederlands sopraan en fagottiste.
Ze was dochter van Grietje Haak en havenarbeider Hendrikus Antonius Johannes Blomert. Zelf trouwde ze in 1947 fagottist Thom de Klerk. Ze werd begraven op Begraafplaats Buitenveldert.
Blomert kreeg haar zangonderwijs in de solistenklas aan het Conservatorium van Amsterdam. Daar werd ze “ontdekt” door haar toekomstige echtgenote. Ze stapte vervolgens over naar de fagot. Ze verdween daarmee in de anonimiteit, wellicht mede omdat in 1946 hun dochter Manja Willemke werd geboren. 
Toch heeft ze in bekende zalen gezongen. In 1939 stond ze nog wat schuchter met Harry Pos als zangduo nog in Koninklijk Theater Carré in het kader van “wereld-attracties”. Tijdens de Tweede Wereldoorlog viel haar net begonnen loopbaan stil. Na die oorlog stond ze in Theater Cultura en het Hortus Theater, onder meer in lachrevue Rariteiten van Kees Manders.
Ze overleed in 1994 vlak nadat ze verhuisd was naar De Boelelaan. 